# Port Based Network Access Control
Seit 2001 gibt es den Standard IEEE 802.1X, der Port Based Network Access Control bei Netzwerken nachrüstet. Diese können drahtlos (WLANs) oder drahtgebunden (Ethernet) sein. Die Authentifizierung der Benutzer erfolgt dabei über das Extensible Authentication Protocol (EAP).
Zwischen Client und Wireless Access Point werden über ein Authentisierungsprotokoll (z. B. Extensible Authentication Protocol (EAP)) die Authentifizierungsdaten ausgetauscht. Die Daten werden aber nicht durch den Access Point überprüft, sondern durch einen RADIUS-Server im Hintergrund verifiziert.